# Базельське князь-єпископство
Базельське князь-єпископство (нім. Hochstift Basel, Fürstbistum Basel, Bistum Basel) — духовне князівство у складі Священної Римської імперії, під орудою з 1032 року князь-єпископів з резиденцією в Базелі, в 1528-1792 рр. — в Поррантрюї, а потім в Шлінгені. 
Як духовний чин, князь-єпископ мав місце право голосу в імперському сеймі. 
Припинило існування в 1803 році під час німецької медіатизації.
Князь-єпископство містило території, які зараз знаходяться у швейцарських кантонах Базель-Ланд, Юра, Золотурн та Берн та невеликі території у прилеглих частинах південної Німеччини та східної Франції. 
Місто Базель перестав бути частиною князь-єпископства після того, як в 1501 році приєднався до Швейцарського союзу.

## Історія
Базельське єпископство було засноване Каролінгами: Піпіном Коротким або Карлом Великим. 
Першим зареєстрованим архієпископом Базеля є Валус, згаданий у списку єпископів Мюнстерського абатства, за правління папи Григорія III (731—741).
Історичність цієї події є сумнівною, оскільки Базель на той час був частиною архієпархії Безансон. 
Було висловлено припущення, що Валаус ідентичний  Walachus vocatus episcopus, засвідченому в 778 році. Іншим кандидатом на посаду першого єпископа Базеля є абат Мурбаха Бальдоберт, який підписався як Baldebertus episcopus civitas Baselae в 762 році.
Також можливо, що резиденція єпархії Августи-Раурики періодично переміщалася до Базеля вже у VII ст., а Рагнахарій згадується як Augustanus et Basileae ecclesiarum praesul у біографії Євстахія Люксейського (пом. 629). 
Титул єпископа Базеля чітко згаданий ще у VIII ст., коли в 791 р. абат Райхенау Вальдо отримав від Карла Великого титули єпископа Павії та Базеля. 
Титул був переданий наступнику на посаді абата Райхенау Хайто, якого у 824 р. змінив Удальрик (роки правління 823-835), який став першим єпископом, що проживає в Базелі.
Король Бургундії Рудольф III в 999 році подарував єпископу Базеля абатство Мутьє-Гранваль, зробивши єпископство своїм світським васалом. 
Після смерті Рудольфа в 1032 р. васальна залежність була перетворена на Вільний імперський статус, внаслідок чого єпископ Базеля був зведений у статус духовного князя Священної Римської імперії.
Князь-єпископство досягло піку своєї могутності наприкінці XII — початку XIV ст. 
Легендарний фундатор єпископства, Пантал, який жив у IV або V ст., шанувався в XII столітті. 
Його передбачувані мощі були перенесені з Кельна до Базеля в 1270 році (перенесені в Маріаштайн в 1833 році).
Після імперської реформи 1495 року князь-єпископство увійшло до складу Верхньорейнського округу.
У XIV ст. фінансові труднощі змусили єпископів Базеля продати частину своєї території. 
Однак у наступному столітті за рахунок успішних дій на політичному та військовому напрямках єпископам вдалося повернути деякі з раніше втрачених територій.
У 1575 р. єпископство стало асоційованим членом Швейцарського союзу .
Базель став центром західного християнського світу під час Базельського собору XV століття (1431-1449), включно з обранням антипапи Фелікса V 1439 року.
Саме місто Базель шляхом поступок набуло фактичної незалежності від єпископа до кінця XIV ст. Проте місто продовжувало відновлювати номінальну присягу на вірність єпископам, навіть після приєднання до Швейцарського союзу в 1501 році. 
У 1528 р. місто ухвалило реформацію, а єпископ Філіпп фон Гундельсгайм переніс свою резиденцію в Поррантрюї, яка була частиною його світських територій, хоча з церковної точки зору входила до складу Безансонської архієпископії. 
Світське правління князь-єпископів відтоді переважно обмежувалося територіями на захід від Базеля, більш-менш відповідними сучасному кантону Юра .
Князь-єпископство втратило більшу частину територій в 1792 р., які відійшли на користь Рауракської республіки, яка наступного року стала французьким департаментом Мон-Террибль. 
Кампо-Формійський мир 1797 р. дозволяв Франції захопити територію єпископства, за винятком Шлінгену, в той час як Швейцарія як компенсацію отримувала австрійський Фрикталь. 
Шлінген був включений до складу маркграфства Баден відповідно до Головної постанови Імперської депутації.

## Території
У XVI столітті Базельське князь-єпископство складалося з:
- Базель
- Абатство Бельле[en]
- Беттінген
- Амт Бірзек
- Баронство Ельсгау
- Баронство Ергюель[en]
- Амт Гомберг
- Іштайн
- Амт Лісталь
- Пробство Мутьє-Гранваль
- Баронство Орвін
- Баронство Пфефінген
- Рієн
- Сент-Урсан
- Суаєр
- Шлінген
- Баронство Тессенберг[en]
- Амт Вальденбург
- Амт Цвінген-Лауфен

Князь-єпископству також належали такі території, які були втрачені до 1527 року:
- Ландграфство Бухсгау[de]
- Ландграфство Зісгау
- Баронство Валанжен[en]